# Kenneth Chisholm Davidson
Kenneth Chisholm Davidson, britanski general, * 1897, † 1985.